# Ewers-Fetthenne
Die Ewers-Fetthenne (Hylotelephium ewersii (Ledeb.) H.Ohba, Syn.: Sedum ewersii Ledeb.), auch Ewers-Waldfetthenne genannt, ist eine Pflanzenart aus der Gattung Hylotelephium innerhalb der Familie der Dickblattgewächse (Crassulaceae).

## Beschreibung

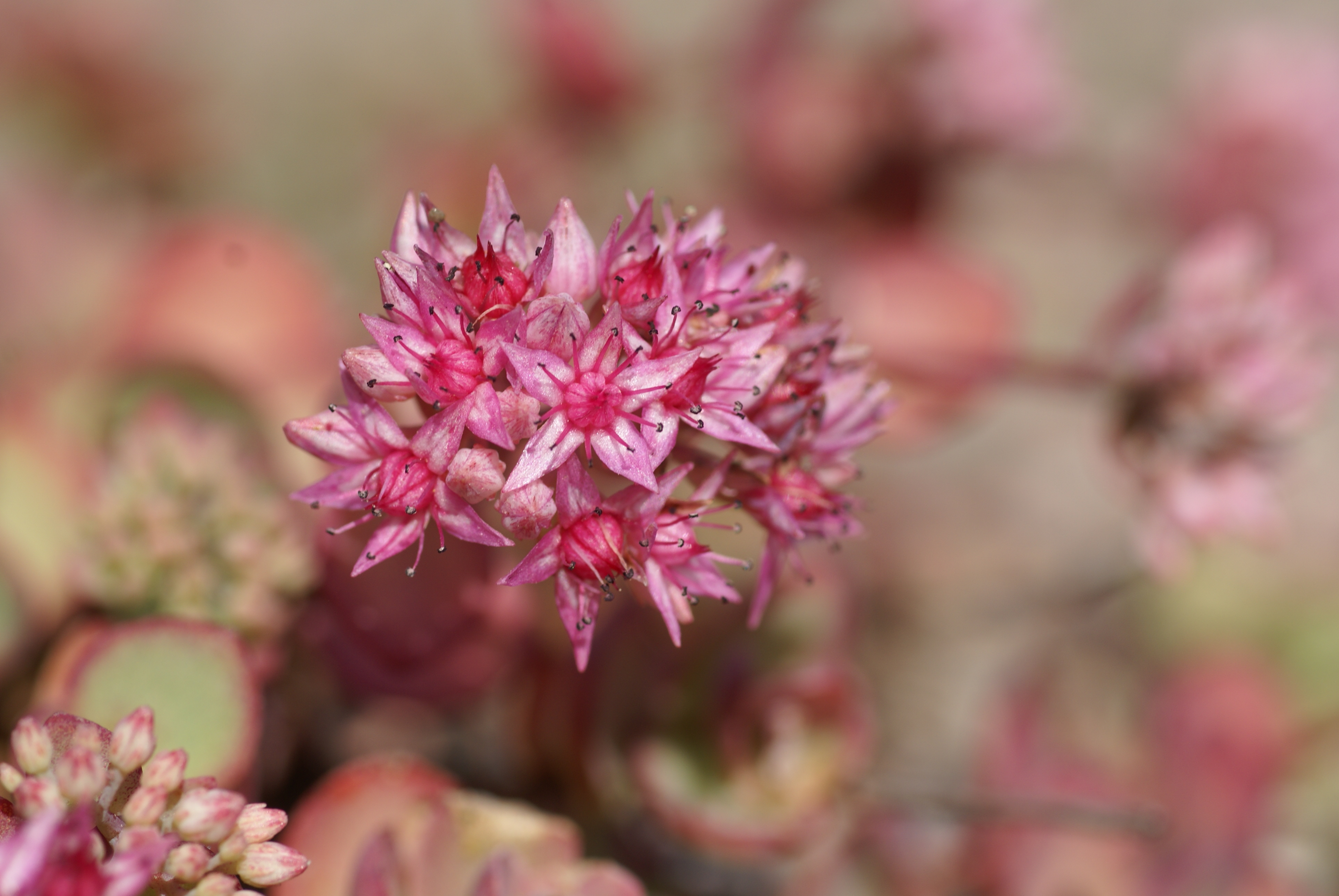
Blütenstand mit radiärsymmetrischen Blüten im Detail

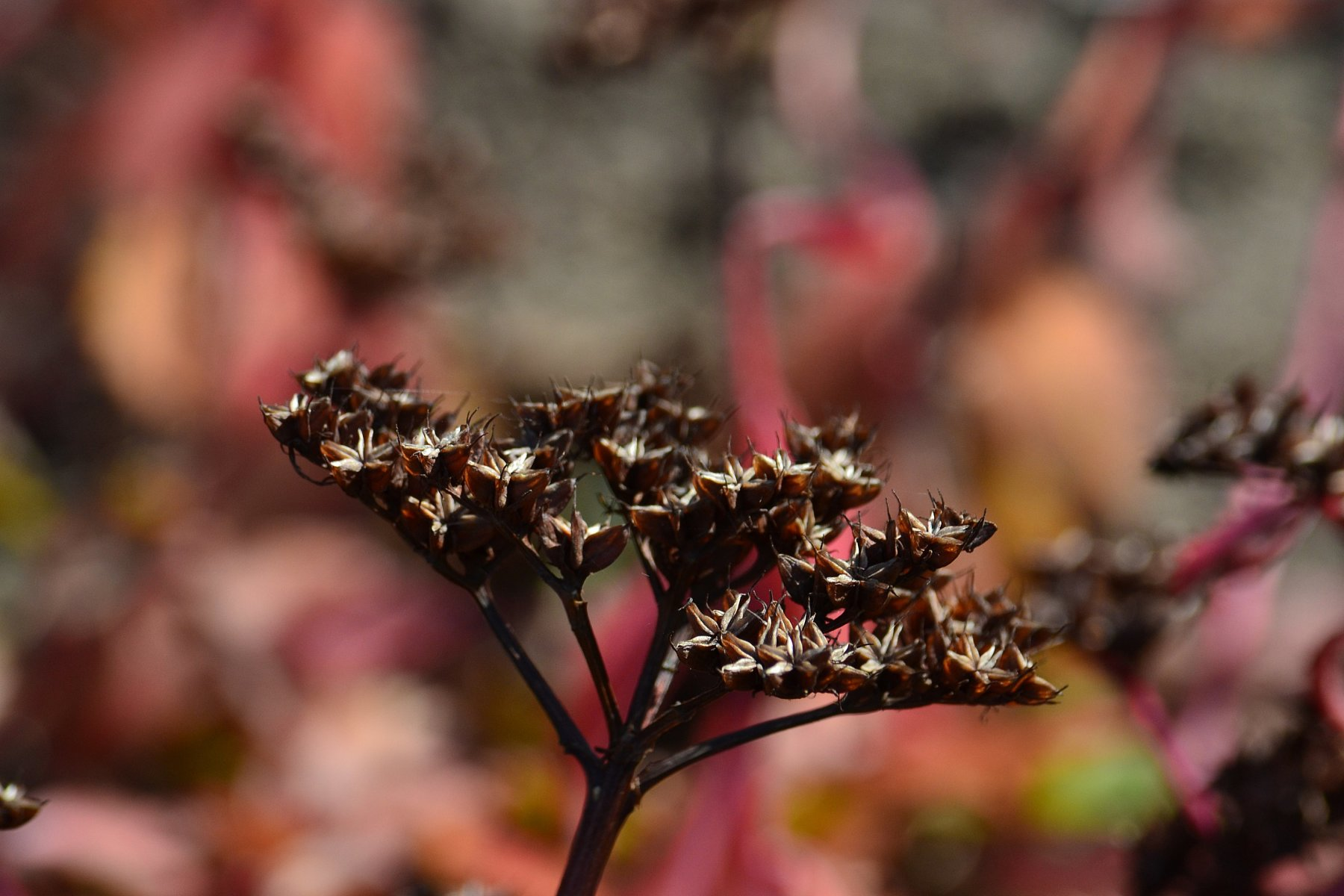
Fruchtstand mit offenen Balgfrüchten

### Vegetative Merkmale
Die Ewers-Fetthenne ist eine ausdauernde krautige Pflanze, die Wuchshöhen von 10 bis 20 Zentimetern erreicht. Das Rhizom ist verzweigt und verholzt. Die Wurzeln sind dünn und kordelartig. Die ausgebreitet-aufsteigenden, an ihrer verholzten Basis verzweigten Stängel sind violett-braun, kahl und 5 bis 30 Zentimeter lang; sie bilden Wurzeln an den Knoten (Nodien).
Die gegenständig angeordneten Laubblätter sind sitzend. Die einfache, fleischige Blattspreite ist bei einer Länge von 0,4 bis 3,6 Zentimetern sowie einer Breite von 0,4 bis 2,5 Zentimetern fast kreisförmig bis breit-eiförmig mit oft herzförmiger Spreitenbasis und stumpfem oberen Ende. Die drüsig behaarte Blattspreite ist meist braun gefleckt. Der Blattrand ist ganzrandig, gewellt oder unauffällig gezähnt.

### Generative Merkmale
Die Blütezeit reicht von Juli bis August in China oder von April bis Oktober in Pakistan. Der endständige, zusammengesetzte, schirmrispige Blütenstand enthält viele Blüten und ist bis zu 3 Zentimeter breit. Der Blütenstiel ist 2 bis 4 Millimeter lang.
Die zwittrige Blüte ist radiärsymmetrisch und fünfzählig mit doppelter Blütenhülle. Die zwei oder drei kahlen Kelchblätter sind nur an ihrer Basis verwachsen. Die Kelchlappen sind bei einer Länge von 0,5 bis 2 Millimetern lanzettlich mit spitzem oberen Ende. Die fünf rosa- bis hell-purpurfarbenenref name="FoPakistan" /> oder violett-roten Kronblätter sind bei einer Länge von 4 bis 6 Millimetern sowie einer Breite von 1 bis 2 Millimetern elliptisch, lanzettlich oder eiförmig-lanzettlich mit spitzem oberen Ende. Es sind zwei Kreise mit je fünf Staubblättern vorhanden; sie sind kürzer als die Kronblätter. Die rötlichen Staubfäden sind auf fast 1/3 ihrer Länge mit den Kronblättern verwachsen. Die basifixen Staubbeutel sind 3 bis 5 Millimeter lang und schwärzlich oder violett. Die Nektarschuppen sind bei einer Länge von 0,5 bis 1 Millimetern länglich oder länglich-eiförmig mit gekerbtem oberen Ende.
Die aufrechten Balgfrüchte sind 3 bis 3 Millimeter lang sowie 1 bis 1,5 Millimeter breit und ihre oberen Enden sind kurz geschnäbelt; sie enthalten 7 bis 14 Samen. Die braunen, relativ kleinen Samen sind bei einer Länge von 0,8 bis 1 Millimetern sowie 0,2 bis 0,4 Millimetern ellipsoid oder lanzettlich und schmal geflügelt.

## Vorkommen
Hylotelephium ewersii ist in Westsibirien, Kasachstan, Kirgisistan, Tadschikistan, Afghanistan, Indien, Pakistan, in der Mongolei, in der Inneren Mongolei, in Tibet sowie Xinjiang verbreitet. In Deutschland kommt Ewers-Fetthenne selten verwildert in Bayern und Sachsen vor.
Die Ewers-Fetthenne gedeiht in China in Wäldern, Felsspalten von Bergschluchten in Höhenlagen von 1800 bis 2500 Metern und in Pakistan an Felsen und Felsspalten in Höhenlagen von 2000 bis 4000 Metern.

## Taxonomie
Die Erstbeschreibung erfolgte 1830 unter dem Namen (Basionym) Sedum ewersii durch Karl Friedrich von Ledebour in Flora Altaica, Band 2, S. 191. Das Artepitheton ehrt den Geografen und Historiker Gustav von Ewers (1779–1830), einen Freund des Erstbeschreibers Ledebour. Die Neukombination zu Hylotelephium ewersii (Ledeb.) H.Ohba wurde 1977 durch Hideaki Ohba in Botanical Magazine, Tokyo = Shokubutsu-gaku zasshi – Tokyo Botanical Society, Tokio, Volume 90, S. 50 veröffentlicht.

## Nutzung
Die Ewers-Fetthenne wird selten als Zierpflanze in Steingärten genutzt.